# 中根中
中根 中（なかね なか、1870年 - 1954年）は、日本人の黒人運動指導者、または日本の対米諜報員。黒龍会の会員でもあった。第二次世界大戦以前のアメリカで主に活動した。アメリカ当局には、サトカタまたはサトハタ・タカハシ(Satohata Takahashi)などという名前でマークされていた。

## 人物・生涯
現在の大分県杵築市に生まれる。関西学院に進学し、後にキリスト教徒となる。若い頃は浪費癖がひどく、教会も除名された。日本の妻の他に愛人もいたといわれる。大借金を残してカナダへ渡り、白人女性と結婚する。後にアメリカのタコマに移住するが、もとからの浪費癖が災いして生活が破綻し、再び借金を残して失踪する。

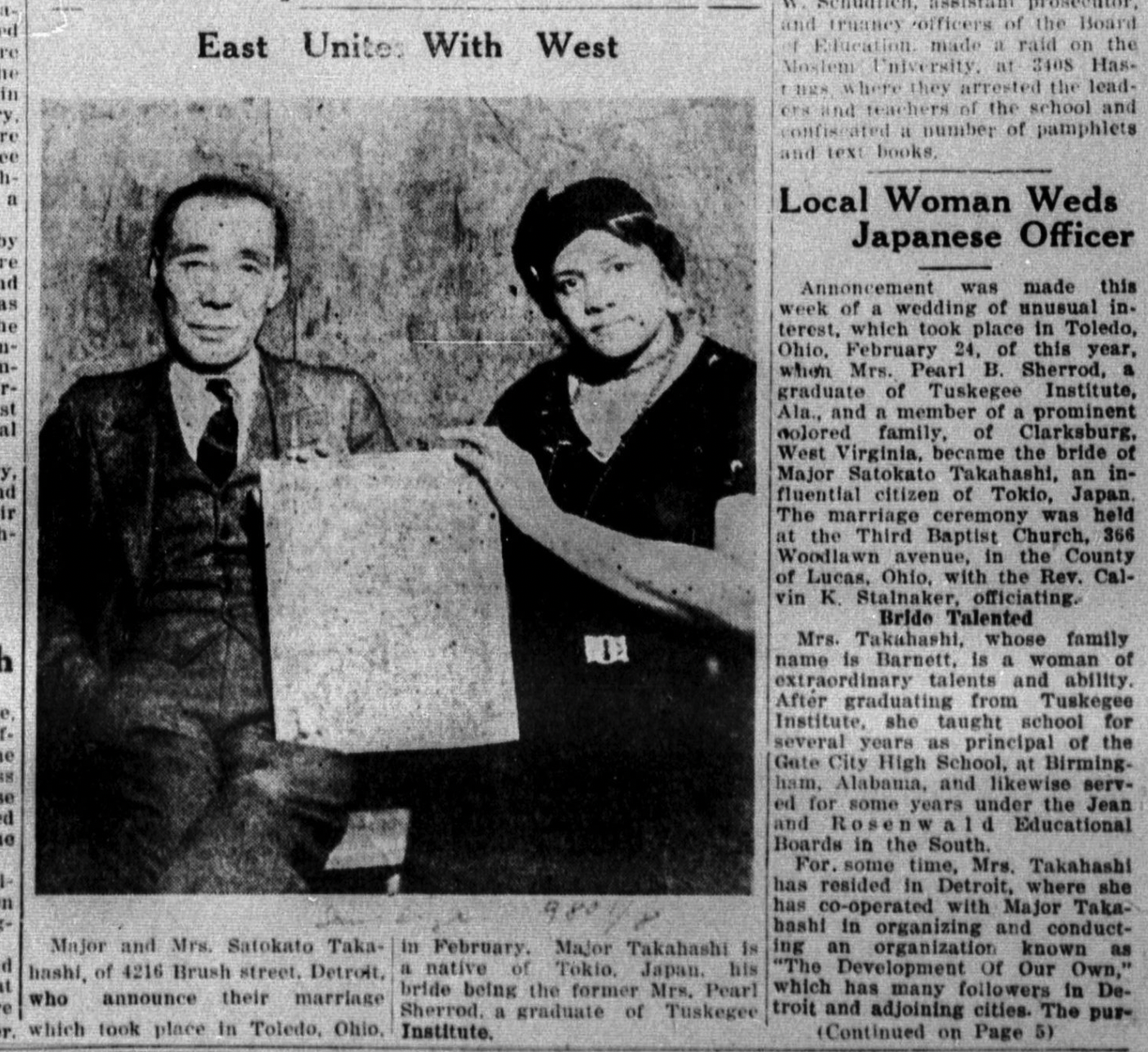
『トリビューン・インディペンデント』紙に掲載された中根の写真

1932年に白人に比して差別され不利な立場にある有色人種を糾合する組織として東方世界平和運動がシカゴで結成されると中根もこれに加わり、翌1933年にデトロイトへ移り黒人街で活動を始める。中根は日本陸軍から秘密裏に派遣された軍人であると名乗り「日本人は黒人と同じく有色人種であり、白人社会で抑圧されてきた同胞である。そして、日本は白人と戦っている」として黒人を扇動して、白人社会の打倒を訴えた。中根の弁舌はカリスマ的であり、一時は10万人をも動員して黒人暴動を多発させた。中根は多くの黒人から「小さな少佐」と呼ばれ、救世主と崇める者さえいたとされる。
この間に黒人女性と結婚する。さらに立て続けに組織を設立して活動していたためにFBIによって国外退去を命じられ、日本へ帰国するもすぐにカナダへ渡り、そこから代理としての妻を通してアメリカの組織を遠隔的に運営していった。
中根らの運動は一見順調に思われたが、組織の中心で中根を支えた妻が活動資金を使い込んで放蕩に明け暮れるようになりその活動が行き詰るようになる。中根は組織を立て直すためにアメリカに再び入国するが、1939年に逮捕される。FBIの取調べでは「サトハタ・タカハシ」他複数の偽名を使い、嘘を並べ立てたといわれる。
こうして、中根の野望は一見して瓦解したようだったが、中根が獄中にいる1943年、デトロイトで黒人の大暴動が発生している（デトロイト人種暴動 (1943年)）。これは中根の活動に起因すると言われており、アメリカの兵器生産拠点であったデトロイトを3日間、機能停止状態に陥れた。
中根は第二次世界大戦中に釈放され、後半生愛したデトロイトに戻り、同地で没した。
また、上述の妻らとは別にさらにもう1人の黒人女性と愛人関係にあったとされる。

## 研究
日本では一般には知られていなかったが、黒人史の研究者レジナルド・カーニーや出井康博の著書で初めてその人生の大部分が明らかにされた。出井は同時期のアメリカにおいて、日本政府によってその活動資金を提供された工作員・疋田保一が煽動したとされる黒人運動と比較し、この中根の運動は私財を投じその個人の才覚と努力によってなされた点について高く評価している。